# 三浦陵介
三浦 陵介（みうら りょうすけ）はコナミデジタルエンタテインメントのゲームクリエイター、プログラマー。

## 人物
パワプロプロダクション所属。
野球ゲームの『パワプロクンポケットシリーズ』（パワポケ）には『3』から関わり、一部シナリオや裏サクセス、ミニゲームなどを担当した。　
2021年現在は『パワプロアプリ』にてディレクターを担当。

## 主な作品
- パワプロクンポケットシリーズ